# Église Notre-Dame-de-l'Assomption de La Boisse
Pour les articles homonymes, voir Notre-Dame-de-l'Assomption.
L'église Notre-Dame-de-l’Assomption est un édifice de culte catholique situé à La Boisse dans le département de l'Ain en région Auvergne-Rhône-Alpes.
Le vieux cimetière de La Boisse ainsi que l'ancien prieuré de l'ordre de Saint-Ruf se trouvent à proximité immédiate.

## Histoire
L'existence de l'église est attestée dès 984. Son appartenance à la seigneurie de Montluel semble effective dès le XIe siècle. En 1080, elle dépend toutefois de l'ordre de Saint-Ruf qui occupe le prieuré voisin.
Cet édifice est restauré principalement aux XIIe, XVe et XVIe siècles, puis, en dernier lieu, entre 1967 à 1995 [2].